# Metapelma obscuratum
Metapelma obscuratum is een vliesvleugelig insect uit de familie Eupelmidae. De wetenschappelijke naam is voor het eerst geldig gepubliceerd in 1874 door Westwood.